# تور فريدريك راسموسن
تور فريدريك راسموسن هو جغرافي نرويجي، ولد في 2 مارس 1926، وتوفي في 18 مايو 2017.